# Aristolochia amazonica
Aristolochia amazonica är en piprankeväxtart som beskrevs av Ernst Heinrich Georg Ule och Pilg.. Aristolochia amazonica ingår i släktet piprankor, och familjen piprankeväxter. Inga underarter finns listade i Catalogue of Life.